# 삼성코닝어드밴스드글라스
삼성코닝어드밴스드글라스 유한회사(영어: Samsung Corning Advanced Glass Limited Company.)는 삼성디스플레이와 미국 코닝이 50 대 50으로 TV용 유기발광다이오드(OLED) 패널의 기판유리'와 타겟 사업을 위해 세운 무기소재 전문 기업이다.

## 주요 연혁
- 2012년 4월 27일: 자본금 230,000,000,000원으로 법인 설립. 대표이사 송윤구 취임.
- 2014년 1월 24일: 대표이사 박창호 취임.
- 2014년 1월 29일: 자본금을 430,000,000,000원으로 증액.
- 2014년 4월 29일: 대표이사 임명철 취임.
- 2017년: 대표이사 이정영 취임.
- 2020년: 대표이사 정지용 취임.
- 2021년: 대표이사 이재규 취임.
- 2023년: 대표이사 김광복 취임.

## 사업 분야

### 유기발광다이오드(OLED) 기판유리
'삼성코닝어드밴스드글라스'가 생산하고 있는 유기발광다이오드(OLED) 기판유리인 'Corning Lotus™ Glass'는 안정적이고 신뢰할 수 있는 플랫폼을 제공함으로써
고해상도 디스플레이 기술 구현을 가능하도록 했다.

#### 유기발광다이오드(OLED) 기판유리 제품
Corning Lotus™ Glass
유기발광다이오드(OLED) 고성능 디스플레이의 최첨단 기술에 최적화된 디스플레이 기판으로 생동감 있는 디스플레이를 구현하며, 뛰어난 열적 안정성, 저수축성, 표면 품질 등 까다로운 첨단 Backplane 요건을 충족 중이다.

#### 응용분야와 기술
삼성코닝어드밴스드글라스의 유기발광다이오드(OLED) 기판유리는
OLED TV, OLED용 중소형 모바일 디스플레이(스마트폰, 태블릿 PC 등)에 사용된다.
삼성코닝어드밴스드글라스에서 생산하고 있는 OLED 기판유리는 비접촉 성형기술인
미국 코닝의 퓨전공법을 통해 개발되었으며 고화질 디스플레이 구현을 위한 핵심 소재
이다. 삼성코닝어드밴스드글라스는 OLED 기판유리 브랜드인 'Corning Lotus™ Glass'를
국내 생산함으로써 유기발광다이오드(OLED) 디스플레이 산업 기반 안정화와 경쟁력 향상에 기여하고 있다.

### 타겟
삼성코닝어드밴스드글라스는 2014년 2월 삼성코닝정밀소재의 타겟 사업을 인수함으로써, 세라믹 분야의 축적된 나노 분말 기술력을 바탕으로 글로벌 시장점유율 1위의 타겟 생산 기업으로 거듭나게 되었다.
타겟은 디스플레이 패널(TFT-LCD, OLED, TSP 등)과 태양전지 패널에 박막 코팅을 통해 우수한 투명성과 전도성을 확보해주는 디스플레이 핵심 소재이다.
삼성코닝어드밴스드글라스는 전 세계 타겟 공급량 중 가장 큰 비중을 차지하는 회사로서, 지속적인 신제품 개발로 기술을 선도하고 있고, 전 세계 유수의 디스플레이 제조사에 제품을 공급하고 있다.

## 비전
앞으로 삼성코닝어드밴스드글라스는 OLED 기판유리 사업을 지속적으로 성장시키는
한편, Oxide TFT용, 태양전지용, 유기발광다이오드 조명'용 타겟(Target) 등 신제품 개발을 통해 중국을
비롯한 신흥 성장 시장 판매를 확대하여 글로벌 초일류 무기소재 전문 기업으로
빠르게 성장해 나갈 계획이다.

## 같이 보기
- 코렐브랜드코리아 - 미국 코렐(코닝)사 주방용품사업
- 유기발광다이오드
- 태양전지